# Honolului egyházmegye
A Honolului egyházmegye (latinul: Dioecesis Honoluluensia, angolul: Diocese of Honolulu) egy római katolikus egyházmegye. Püspöki székvárosa a Hawaii állambeli Honolulu az Amerikai Egyesült Államokban.

## Története
A Honolului egyházmegyét XII. Leó pápa alapította 1825. november 27-én, a neve a Sandwich-szigetek apostoli prefektúra volt. 1844. augusztus 13-án XVI. Gergely pápa a Pastorale officium apostoli konstitúcióval emelte az apostoli vikariátusi rangra. A Sandwich-szigetek apostoli vikariátusát 1848-ban nevezték át a Hawaii-szigeteki apostoli vikariátusának. XII. Piusz pápa 1941. január 25-én a egyházmegyévé emelték, és Honolului egyházmegyévé nevezték át. Szuffragán egyházmegyeként San Franciscó-i főegyházmegye alá helyezték.

## Főpapok

### Sandwich-szigetek apostoli prefektusok
- Alexis Bachelot S.S.C.C., 1825–1831
- Étienne Jérôme Rouchouze S.S.C.C., 1833–1843
- Simplicien Duboize S.S.C.C. 1844–1846

### Sandwich-szigetek apostoli vikáriusok
- Louis-Désiré Maigret S.S.C.C., 1846–1848

### Hawaii-szigeteki apostoli vikariátus
- Louis-Désiré Maigret S.S.C.C., 1848–1882
- Bernhard Hermann Köckemann S.S.C.C., 1882–1892
- Gulstan Francis Ropert S.S.C.C., 1892–1903
- Libert Hubert John Louis Boeynaems S.S.C.C., 1903–1926
- Stephen Peter Alencastre S.S.C.C., 1926–1940

### Honolului püspökök
- James Joseph Sweeney, 1941–1968
- John Joseph Scanlan, 1968–1981
- Joseph Anthony Ferrario, 1982–1993
- Francis Xavier DiLorenzo, 1994–2004, Richmondi püspök
- Clarence Richard Silva, 2005. óta hivatalban

## Fordítás
Ez a szócikk részben vagy egészben  a   Bistum Honolulu című német Wikipédia-szócikk ezen változatának fordításán alapul.  Az eredeti cikk szerkesztőit annak laptörténete sorolja fel. Ez a jelzés csupán a megfogalmazás eredetét és a szerzői jogokat jelzi, nem szolgál a cikkben szereplő információk forrásmegjelöléseként.

## Szomszédos egyházmegyék
- Tarawa-Naurui egyházmegye (délnyugat)
- Marshall-szigeteki apostoli prefektúra (délnyugat)
- Taiohaei egyházmegye (délkelet)
- Papeetei főegyházmegye (dél)